# Isiaha Mike
Pour les articles homonymes, voir Mike.
Isiaha Mike, né le 11 août 1997 à Toronto, en Ontario, est un joueur canadien de basket-ball évoluant au poste d'ailier fort, pour le Partizan Belgrade.

## Biographie

### Carrière universitaire
Entre 2016 et 2017, il joue pour les Dukes de Duquesne à l'université Duquesne.
Entre 2018 et 2020, il joue pour les Mustangs de SMU à l'université méthodiste du Sud.

### Carrière professionnelle

#### Niners Chemnitz (2020-2022)
Le 2 août 2020, il signe son premier contrat professionnel avec l'équipe allemande des Niners Chemnitz.
Le 18 novembre 2020, automatiquement éligible à la draft 2020 de la NBA, il n'est pas sélectionné.
En juillet 2021, il participe à la NBA Summer League de Las Vegas avec les Raptors de Toronto.
Le 3 juillet 2021, il prolonge son contrat avec l'équipe allemande.

#### Scarborough Shooting Stars (2022)
Le 29 mai 2022, il signe avec l'équipe canadienne des Shooting Stars de Scarborough.
En juillet 2023, il participe aux NBA Summer Leagues de Las Vegas et de Sacramento avec les Warriors de Golden State.
Le 21 juin 2023, il revient chez aux Shooting Stars de Scarborough.
Le 14 août 2023, il remporte le titre de champion du Canada et est nommé MVP de la finale.

#### JL Bourg-en-Bresse (2022-2024)
Le 30 juin 2022, il signe un contrat avec l'équipe française de la JL Bourg-en-Bresse. Le 19 juin 2023, il prolonge avec la JL Bourg-en-Bresse.

#### Partizan Belgrade (depuis 2024)
En août 2024, Mike s'engage avec le Partizan Belgrade, club serbe évoluant en Euroligue.

## Palmarès

### Universitaire
- Third-team All-AAC en 2020
- Atlantic 10 All-Rookie Team en 2017

### En club
- Champion de Serbie 2025
- Vainqueur de la Ligue adriatique 2025
- Champion du Canada en 2023
- MVP de la finale du championnat du Canada en 2023
- First-team All-CEBL en 2022
- CEBL All-Canadian Team en 2022

## Statistiques

### Universitaires
Les statistiques d'Isiaha Mike en matchs universitaires sont les suivantes :
| Saison    | Équipe             | Matchs   | Titul.   | Min./m   | % Tir    | % 3pts   | % LF     | Rbds/m.  | Pass/m.  | Int/m.   | Ctr/m.   | Pts/m.   |
| --------- | ------------------ | -------- | -------- | -------- | -------- | -------- | -------- | -------- | -------- | -------- | -------- | -------- |
| 2016-2017 | Duquesne           | 32       | 32       | 28,4     | 43,4     | 33,3     | 66,7     | 5,75     | 1,59     | 0,81     | 0,84     | 11,25    |
| 2017-2018 | Southern Methodist | Redshirt | Redshirt | Redshirt | Redshirt | Redshirt | Redshirt | Redshirt | Redshirt | Redshirt | Redshirt | Redshirt |
| 2018-2019 | Southern Methodist | 32       | 32       | 30,7     | 45,3     | 36,8     | 76,3     | 5,44     | 1,69     | 0,94     | 1,09     | 11,66    |
| 2019-2020 | Southern Methodist | 30       | 30       | 30,7     | 48,1     | 37,7     | 80,5     | 6,33     | 1,80     | 1,40     | 0,60     | 14,03    |
| Carrière  | Carrière           | 94       | 94       | 29,9     | 45,6     | 36,1     | 74,6     | 5,83     | 1,69     | 1,04     | 0,85     | 12,28    |